# هيروفومي هيرانو
هيروفومي هيرانو (بالكانا:ひらの ひろふみ) هو سياسي ياباني، ولد في 19 مارس 1949 في اليابان.

## مناصب
- في الانتخابات العامة اليابانية 2017، انتخب عضو مجلس النواب من اليابان عن دائرة Osaka 11th district [الإنجليزية]‏ وقد انضم خلال فترته النيابية ‏ (22 أكتوبر 2017 – )  للكتلة البرلمانية مستقل.
- انتخب وزير التربية والثقافة والرياضة والعلوم والتقانة [الإنجليزية]‏ (13 يناير 2012 – 1 أكتوبر 2012).
- انتخب عضو مجلس النواب من اليابان.
- انتخب أمين مجلس الوزراء الياباني.

## وصلات خارجية
- الموقع الرسمي